# Barbacenia brachycalyx
Barbacenia brachycalyx är en enhjärtbladig växtart som beskrevs av Goethart och Johannes Jan Theodoor Henrard. Barbacenia brachycalyx ingår i släktet Barbacenia och familjen Velloziaceae. Inga underarter finns listade.